# Schankala
Ne doit pas être confondu avec Schangala.
Les Schankala, ou Schenkele, sont une sorte de beignets de forme oblongue, spécialité alsacienne traditionnellement confectionnée au moment du carnaval.

## Terminologie
Le terme signifie littéralement « petite cuisse » ou « cuissette ».

## Caractéristiques
Ils comportent de la poudre d'amandes (parfois de noisettes), un peu de kirsch et sont roulés, une fois frits, dans un mélange de sucre en poudre et de cannelle.